# نهر أوسا (بتشورا)
أوسا ((بالروسية: Уса́)‏; قالب:Lang-kv, أوسفا) هو نهر يقع في الركن الشمالي الشرقي من روسيا الأوروبية، يصبّ في جبال الأورال القطبية جنوب غرب نهر بيتشورا. تميل جبال الأورال القطبية باتجاه الشمال الشرقي ويجري نهر أوسا بالتوازي معها. وهو من أنهار جمهورية كومي الروسية وأكبر روافد نهر بيتشورا. يبلغ طوله حوالي 565 كيلومتر (351 ميل) ومساحة مستجمعه المائي حوالي 93,600 كيلومتر مربع (36,100 ميل2).
متوسط تدفق نهر أوسا 1,310 متر مكعب لكل ثانية (46,000 قدم3/ث)، لكن يختلف هذا حسب الموسم، فيبلغ أقصى تدفق 21,500 متر مكعب لكل ثانية (760,000 قدم3/ث) في يونيو وأدناه 43.9 متر مكعب لكل ثانية (1,550 قدم3/ث) في أبريل.

## التاريخ
كان وادي أوسا مأهولاً بالسكان منذ حوالي 40000 عام، ويتضح هذا من الموقع الأثري المعروف باسم منحنى الماموث.
بعد الفتح الروسي لسيبيريا، أصبحت منطقة أوسا واحدة من الطرق الرئيسية في سيبيريا. يمتد الطريق من بيتشورا الذي يربط الأنهار الأخرى في شمال روسيا. خلال موسم الصيف القصير، كان هذا الطريق هو المفضل للمسافرين المتجهين إلى الغرب حيث يكون الإبحار باتجاه أسفل النهر.

## المسار
ينبع النهر من جبال الأورال، في الطرف الجنوبي من جبال الأورال القطبية، ويتدفق باتجاه الجنوبي الغربي موازياً الجبال تقريباً. يتكون النهر الرئيسي من التقاء أوسا الكبير مع أوسا الصغير بعد حوالي 30كم شرق فوركوتا. له رافدان منحدرات يتخللهما العديد من المنحدرات والشلالات.
بعد منطقة سيفوماسكينسكي المأهولة، يتسع النهر كثيراً، حيث يتراوح عرض المجرى السفلي 700 إلى 2,000 متر (2,300 إلى 6,600 قدم) . كما يبدأ تشكّل التعرجات والجزر الرملية، ويبقى الأمر على هذا النحو حتى مصبّه في نهر بتشورا.
يبدأ النهر في التجمد في شهر أكتوبر أو نوفمبر، ويضل محاطاً بالجليد حتى يبدأ الجليد بالذوبان في الربيع في مايو أو يونيو.
النهر صالح للملاحة باتجاه أعلى النهر لمسافة 325 كيلومتر (202 ميل) حتى مصبه. وعلى ضفافه موانئ نهرية في آبيز وبيترون وماكاريخا وبارما وأوست-أوسا. كما يوجد العديد من حقول البترول والغاز الطبيعي الكبيرة في أجزائه السفلية بجوار بلدة أوسنسك.